# Juliane av Hessen-Darmstadt

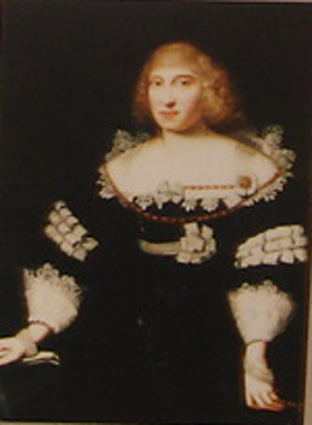
Juliane av Hessen-Darmstadt

Juliane av Hessen-Darmstadt född 1606, död 1659, var en grevinna av Ostfriesland, gift 1631 greve Ulrik II av Ostfriesland. Hon var Ostfrieslands regent som förmyndare för sin son från 1648 till 1651.
Juliane ägnade sig inte så mycket åt politik utan överlät den på sina favoriter, sin hovdam Elisabeth von Ungnad zu Sonneck och dennas make Johann von Marenholz, medan hon själv ägnade sig åt att leva nöjesliv på sitt lustslott vid Aurich. Klagomålen mot paret Marenholz regering var stora, och 1651 övertalade hennes son henne att lämna ifrån sig regeringen. Hon drog sig tillbaka till sitt änkegods Berum.  